# Marcin II Szyszkowski
Marcin II Szyszkowski (Iłża, 1543 - Krakau, 13 juli 1616), was de prins-bisschop van Siewierz, 53e bisschop van Krakau, en bisschop van Lutsk en Płock.

## Biografie
Marcin II Szyszkowski was een telg van de Poolse heraldische clan Ostoja. Hij genoot een studie aan de jezuïetenschool in Pułtusk en later aan het Collegium Romanum in Rome.
Hij begon zijn bisschopsambt in Krakau met de publicatie van de derde en laatste editie van de Index. Hij liet ook alle boekdrukkers en boekhandelaren samen komen en informeerde hen dat ze niet zonder goedkeuring van een door hem aangestelde censor boeken mochten publiceren of verkopen. Drukkers en verkopers die zich hier niet aan hielden, werden beboet en verloren hun licentie. Deze regels werden in 1621 gepubliceerd. Hij was de eerste Poolse bisschop die er in slaagde om censuur uiterst effectief te implementeren.
Zijn bisschopsambt werd bemoeilijkt door lopende kwesties tussen de jezuïeten en de Jagiellonische Universiteit. Hij kon geen kant kiezen waardoor hij niet meer kon doen dan beide partijen op te dragen om de vrede te behouden.
Szyszkowski werd als bisschop van Krakau ook aangesteld als prins-bisschop van Siewierz. Hij was politiek actief en onderhield, net zoals andere kerklieden uit zijn tijd, goede banden met de Habsburgers.
De bisschop liet tussen 1626-1629 het vroege barok Sint-Stanislausaltaar in de Wawelkathedraal bouwen, waar hij uiteindelijk onder begraven zou worden.
- Gemeinsame Normdatei: 1145651542
- International Standard Name Identifier: 0000 0001 1097 0156
- Nationale Bibliotheek van Tsjechië: xx0329412
- LIBRIS: 369863
- Virtual International Authority File: 161135310
- WorldCat: E39PBJy4jvJjdj7JDcdDRJxqwC